# Pácin
Pácin község Borsod-Abaúj-Zemplén vármegye Cigándi járásában.

## Fekvése
Miskolctól 96 kilométerre keletre, közvetlenül a magyar–szlovák határ mellett fekszik. Határátkelőhellyel rendelkezik. A szlovák oldalon lévő legközelebbi községek – ily módon tehát Pácin északnyugati, illetve északkeleti szomszédjai – a határátkelőhely túloldalán 3,7 kilométerre fekvő Nagykövesd (Veľký Kamenec) és az attól mintegy 5 kilométerre keletre fekvő Őrös (Strážne).
A további szomszéd települések: Nagyrozvágy 7 kilométerre keletre, Cigánd 12 kilométerre délkeletre és Karcsa 3 kilométerre délnyugatra. A legközelebbi város Cigánd.

### Megközelítése
A település területén végighalad a Sátoraljaújhely–Cigánd–Kisvárda között húzódó, a 37-es és 4-es főutakat összekötő 381-es főút, ez a legfontosabb közúti elérési útvonala az említett városok és főutak mindegyike felől. A környező települések közül Nagyrozvággyal a 3807-es út köti össze, a határátkelőhöz pedig a 38 304-es számú mellékút (Európa út) vezet a központból.

## Története
Pácin Árpád-kori település. Nevét 1247-ben említették az oklevelek mint a Bogát-Radvány nemzetséghez tartozó Roland nádor birtokát.
1392-ben Pachin, 1398-ban Pácsin, 1440-ben Pachin 1447-ben Paczén, 1461-ben Paczyn néven írták.
1392-ben is a Bogát-Radvány nemzetségé volt, 1398-ban pedig Debrői Istvánt és fiait iktatták be egyes itteni birtokrészekbe.
1440-ben Zerdahelyi Miklósé, 1443-ban Brankovics György a Kistárkányi és az Apagyi családoknak adta.
1447-ben a Puskai Unghi család kapott itt birtokrészt, 1461-ben pedig Upor Jánosé és az Alaghi Bekényieké, 1530-ban pedig a Kőrösbányai Móré családé volt.
1581-ben Páczin a Mágócsy családé; Mágócsy Gáspár és András birtoka volt, Mágócsy András itt szép várkastélyt is épített, a falában levő Mágócsy-címer máig látható.
1631-ben Sennyey Sándor kapott királyi adományt a birtokra Alaghy Menyhért utód nélküli halála miatt.
1675-ben Sennyey Albert báró Sennyey Ferenc özvegyének Széchy Máriának adta zálogba az itteni kastélyt.
1724-ben Sennyey Istváné, aki a birtokot a kastéllyal együtt nejére, Andrássy Klárára hagyta.
1820-ban egy nagy tűzvészben csaknem az egész település leégett.
Az 1910-es népszámláláskor Pácinnak 1827 lakosából 1817 magyar volt. Vallási megoszlás szerint 1087 református, 422 római katolikus, 239 görögkatolikus volt.
A 20. század elején Zemplén vármegye Bodrogközi járásához tartozott.

## Közélete

### Polgármesterei
- 1990–1994: Barati Attila (FKgP-KDNP)[3]
- 1994–1998: Barati Attila (független)[4]
- 1998–2002: Barati Attila (MIÉP)[5]
- 2002–2006: Barati Attila (MIÉP)[6]
- 2006–2010: Barati Attila (MIÉP)[7]
- 2010–2012: Barati Attila (MIÉP)[8]
- 2012–2014: Majoros László Ferenc (független)[9]
- 2014–2019: Gégény Zsuzsanna (független)[10]
- 2019–2024: Gégény Zsuzsanna (független)[11]
- 2024– : Czinke Csaba (független)[1]

A településen 2012. november 25-én időközi polgármester-választást tartottak, az előző polgármester halála miatt.

## Népesség
A település népességének változása:
| Lakosok száma | 1428 | 1386 | 1395 | 1420 | 1398 | 1425 | 1416 |
|               | 2013 | 2014 | 2015 | 2021 | 2022 | 2023 | 2024 |

2001-ben a település lakosságának 94%-a magyar, 6%-a cigány nemzetiségűnek vallotta magát.
A 2011-es népszámlálás során a lakosok 91,5%-a magyarnak, 13,1% cigánynak mondta magát (8,5% nem nyilatkozott; a kettős identitások miatt a végösszeg nagyobb lehet 100%-nál). A vallási megoszlás a következő volt: református 40,7%, római katolikus 28,5%, görögkatolikus 6,4%, felekezeten kívüli 3,4% (17,6% nem válaszolt).
2022-ben a lakosság 79,6%-a vallotta magát magyarnak, 8% cigánynak, 0,3% németnek, 0,1-0,1% örménynek, bolgárnak, ukránnak, szlováknak és románnak, 0,4% egyéb, nem hazai nemzetiségűnek (20,4% nem nyilatkozott; a kettős identitások miatt a végösszeg nagyobb lehet 100%-nál). Vallásuk szerint 23,7% volt római katolikus, 25,5% református, 4,6% görög katolikus, 1,7% egyéb keresztény, 0,1% evangélikus, 6% felekezeten kívüli (38,1% nem válaszolt).

## Látnivalók
- 16. században épült pácini várkastély
- Turul-szobor[16]

## Itt született
- 1933. február 12-én Nagy Attila színművész
- 1951. február 22-én Paronai Magdolna († 2017. febr. 8.) táncosnő. 1970-ben végezte el az ÁBI balettművész szakát, azóta a Pécsi Balett tagja, magántáncosnő volt. Jó technikájú balerina, aki a legkülönfélébb karakterszerepekben ért el sikereket. Főszerepei: Királykisasszony (Eck I.: A fából faragott királyfi); Zerlina (Eck I.: Don Juan); Rókalány (Eck I.: Kötelékek); Euridiké (Eck I.: Négy zenekari darab); Madie (Eck I.: A terror), főszerep (Eck I.: Csángó ballada, Lót leányai, Hegedűduók, Danaidák).